# ایوان (مینه‌سوتا)
ایوان، مینه‌سوتا (به انگلیسی: Avon, Minnesota) یک شهر در ایالات متحده آمریکا است که در مینه‌سوتا واقع شده‌است.

## خصوصیات
ایوان ۳٫۸۳ کیلومترمربع مساحت و ۱٬۳۹۶ نفر جمعیت دارد و ۳۴۵ متر بالاتر از سطح دریا واقع شده‌است.